# Phanoxyla sauteri
Phanoxyla sauteri är en fjärilsart som beskrevs av Clayton Dissinger Mell 1958. Phanoxyla sauteri ingår i släktet Phanoxyla och familjen svärmare. Inga underarter finns listade i Catalogue of Life.